# Sans rancune !
Pour les articles homonymes, voir Rancune (homonymie).
Pour plus de détails, voir Fiche technique et Distribution.
Sans rancune ! est un film franco-belge écrit et réalisé par Yves Hanchar, sorti en  2009.
Produit par To Do Today Productions et Mact Productions, le film a pour principaux interprètes Thierry Lhermitte, Milan Mauger  et Marianne Basler.

## Synopsis
Belgique, en 1954, Laurent Matagne, 17 ans, croit discerner sous l'identité de son professeur de français, surnommé « Vapeur », son père théoriquement mort à la guerre. Vapeur est excentrique, mystérieux et brillant. Il communique très vite à Laurent sa passion pour la littérature, au point de susciter chez lui une vocation d'écrivain. Matagne mène une enquête. Il tente de vérifier son pressentiment et échafaude en même temps son premier roman.

## Fiche technique
- Titre : Sans rancune !
- Réalisation : Yves Hanchar
- Scénario : Yves Hanchar
- Image : Rémon Fromont, SBC
- Son : Jean-François Priester, Philippe Bluard, Philippe Baudhuin
- Décors : Philippe Graff
- Costumes : Claire Dubien
- Montage : Sandrine Deegen
- Musique originale : George van Dam
- Producteurs : Rosanne Van Haesebrouck et Martine de Clermont-Tonnerre
- Co-production : To Do Today Productions, MACT Productions, Frakas Productions et RTBF (Télévision belge)
- Avec la participation de : Canal+, Cinécinéma, la Région Wallonne
- Avec l'aide de : Centre du Cinéma et de l'Audiovisuel de la Communauté Française de Belgique et des télédistributeurs wallons
- Avec le soutien de : Casa Kafka Pictures, du Tax Shelter INC, et du Pôle Image de Liège
- Société de distribution : Pyramide Distribution
- Pays de production :  France/ Belgique
- Langue : français
- Genre : comédie dramatique
- Durée : 104 minutes
- Date de sortie : 
  - France : 15 juillet 2009

## Distribution
- Thierry Lhermitte : « Vapeur », Gérard Bernadotte, le professeur de littérature
- Milan Mauger : Laurent Matagne
- Marianne Basler : Jeanne Matagne, la mère de Laurent
- Benoît Cauden : Boulette
- Christian Crahay : Henri Dejase
- Benoît Van Dorslaer : Mommaerts, le professeur d'histoire
- Alexandra Vandernoot : Isabelle Dunant, la « mangeuse d'hommes »
- John Flanders : Franz Stein
- Bernard Eylenbosch : Paul Guillaumet

La classe de rhétorique
- Quentin Adams : Gontrand
- Marius de Coster : Talandier
- Youri Garfinkiel : Vanese
- Guillaume Kerbush : Fernandez
- Milan Emmanuel : Duriau
- Jean-Benoît Martens : Mahieux
- Baptiste Moulart : Germaux
- Kylian Sachem : Verees
- Jérémie Segard : Michaels
- Robin Stevens : Bailly
- Nicolas Tallieu : Lombard
- Cédric Vanaudenhove : Santini
- Vincent Van Laethem : Allard
- Marie-Paule Kumps : Amélie
- Anouchka Vinguer : Bernadette
- Robert Roanne : le prêtre
- Lizon Lalou : l'infimière
- Philippe Graff : l'automobilière
- François Laporte  : le médecin